# Hérisson (construction)
Pour les articles homonymes, voir Hérisson (homonymie).

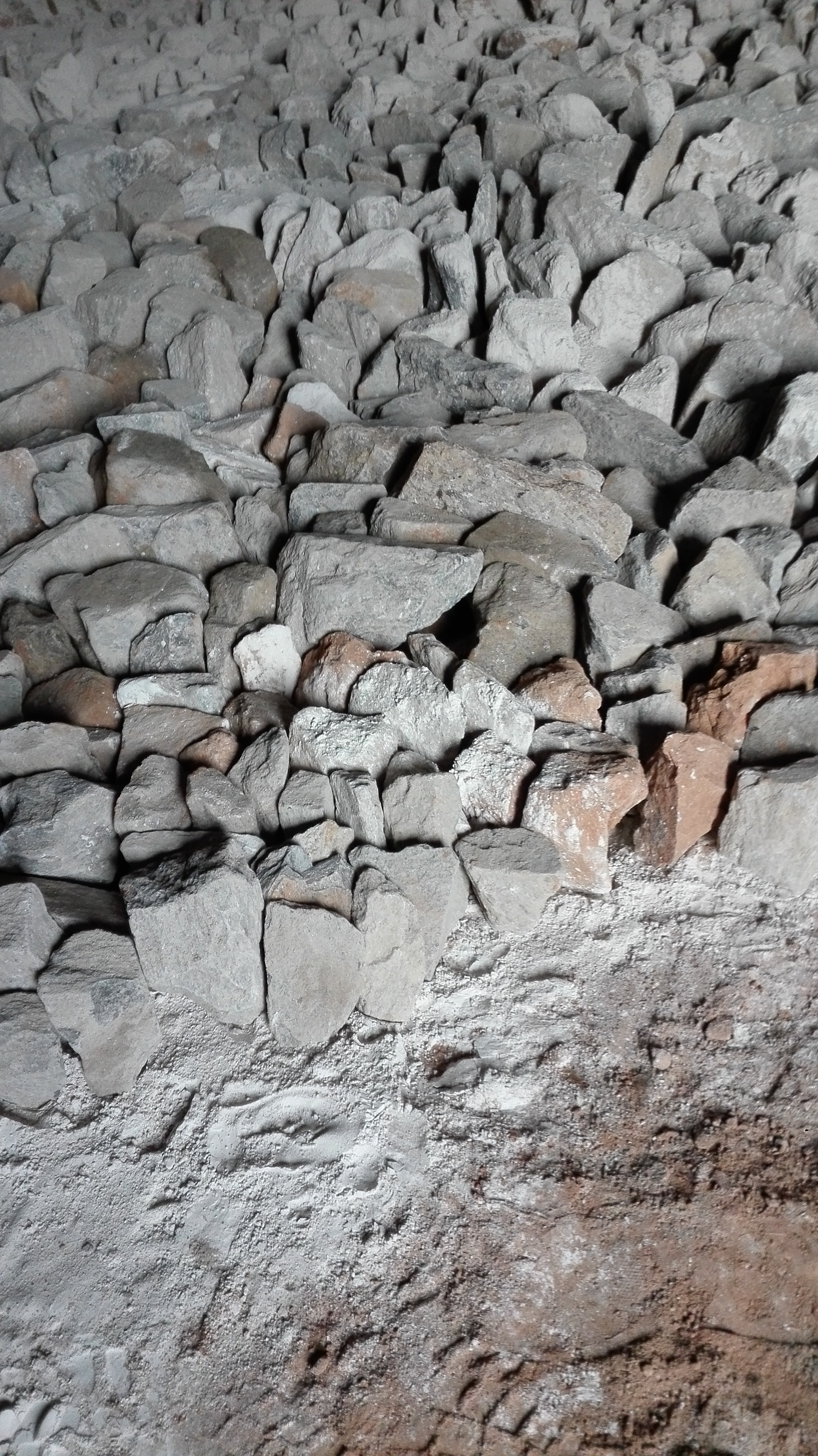
Hérisson de pierre sur terre battue.

En construction, un hérisson est une couche de moellons placés « sur chant », soit de pierres concassées ou roulées de quelque 25 cm d'épaisseur. 
Posé sur un sol en terre battue recouvert d'un centimètre de chaux hydraulique, le hérisson sert d'assise à une dalle sur terre-plein et aussi à bloquer les remontées d'humidité, en remplacement d'un vide sanitaire.
On appelle cette structure « hérisson » car les pierres sont dressées à la verticale un peu comme les piquants d'un hérisson. Les vides entre les pierres et le faible nombre de points de contact entre elles font que l'eau, s'il y en a un peu sous la maison, ne peut pas remonter par capillarité. 
Cette technique a évolué. On a mis des cailloux propres, parfois du sable stérile. Dans ce dernier cas, il y a beaucoup de points de contact entre les divers grains et l'eau, l'humidité peut donc remonter par capillarité. Pour éviter ce problème, avant de couler la dalle, on tend une feuille de polyane sur l'ensemble, ou du béton hydrofugé.

## Alternatives
- Radier